# Visión de san Pedro Nolasco
La Visión de San Pedro Nolasco es un cuadro de Francisco de Zurbarán pintado en 1629 y conservado en el Museo del Prado de Madrid, España. Está trabajado al óleo sobre lienzo y mide 179 cm de alto por 223 de ancho.
Representa a San Pedro Nolasco, fundador de los mercedarios, soñando con una imagen de la Jerusalén celeste, que aparece recortada entre unas nubes a la izquierda del espectador, en presencia de un ángel que la señala.
La obra forma pareja con la Aparición de San Pedro a San Pedro Nolasco, y ambos fueron realizados para el claustro del Convento de la Merced Calzada de Sevilla (actual edificio del Museo de Bellas Artes), en una serie dedicada al monje catalán. Se trata de dos obras de la época inicial de la trayectoria de Zurbarán. En ellas el pintor extremeño muestra su habilidad para plasmar la expresión de las figuras, los valores táctiles y calidad de las texturas y el cromatismo de blancos y grises en composiciones austeras.
La aparición de la ciudad fantástica se reviste de sobriedad, en conjunción con las figuras del resto del cuadro y el estilo sobrio habitual de Zurbarán para las pinturas de historia de los santos de las órdenes de Sevilla, que fueron su principal cliente.
En 1808 este lienzo y el citado con el que forma pareja fueron comprados por Manuel López Cepero, más tarde deán de la Catedral de Sevilla, que en 1821 los entregó a la colección del rey Fernando VII a cambio de un Retrato de Mariana de Austria que se creyó original de Diego Velázquez y resultó ser copia. 